# 예천 용문사 자운루
예천 용문사 자운루(醴泉 龍門寺 慈雲樓)는 대한민국 경상북도 예천군 용문면, 용문사에 있는 고려시대의 건축물이다. 1985년 12월 20일 경상북도의 문화재자료 제169호로 지정되었다가, 2013년 4월 8일 경상북도의 유형문화재 제476호로 승격 지정되었다.

## 개요
이 건물은 대장전과 대향하고 있는 박공 지붕의 이층 누각집으로 인란 때 승병들의 회담장이었으며, 승속들이 승병들을 돕기 위해 짚신을 만든 호국의 장소이기도 하다. 사적에 의하면 고려 의종 20년(1166) 자엄대사가 건립하였으나 조선 명종 16년(1561)에 중창이 있었고 광해군 때 중수한 기록 등이 있다. 건축양식으로 보아 조선 중·후기의 기법을 지니고 있어 처음 건립 당시의 모습은 상실하였으나 장식성이 두드러지지 않는 익공계의 건실한 목구조 수법을 지닌 건물로서 불사가 있을 때 법공양 장소로 활용되고 있다.

## 같이 보기
- 용문사

## 참고 자료
- 예천 용문사 자운루 - 국가유산청 국가유산포털